# Lex Iulia de repetundis
La Lex Iulia de repetundis è una legge romana promulgata da Gaio Giulio Cesare durante il suo consolato del 59 a.C. con l'obiettivo di arginare i reati di concussione e di estorsione da parte dei magistrati in carica nelle province.

## La legge
La Lex Iulia de repetundis integra la precedente Lex Cornelia de repetundis, promulgata da Lucio Cornelio Silla nell'81 a.C., definendo dettagliatamente i reati di concussione e di estorsione e fissando un tetto alla somme in denaro che i magistrati romani potevano percepire nell'adempimento delle loro funzioni.
La legge stabiliva inoltre che i registri fiscali dovevano essere tenuti in triplice copia, una delle quali doveva essere inviata a Roma, e fissava la pena del reato, che era di solito pecuniaria (restituzione del triplo o del quadruplo della somma illecitamente guadagnata) integrata, nei casi più gravi, con l'esilio.
(Lex Iulia de repetundis, D. 48.11.6.2 (Yen. 3 pubi, iudic.))
(Lex Iulia de repetundis, D. 48.11.7 pr. (Macer 1 iudic. pubi.))